# Friedrich Florey
Friedrich Florey (* 2. November 1892 in Grimma; † 2. Januar 1965 in München) war ein deutscher Politiker (LDP). Er war Mitglied des Deutschen Volksrates sowie des Thüringer Landtages in der Sowjetischen Besatzungszone. 1950 flüchtete er in die Bundesrepublik Deutschland.

## Leben
Florey wurde 1892 als Sohn eines Brandversicherungsinspektors und königlich sächsischen Hauptmannes a. D. im sächsischen Grimma geboren. Floreys Mutter entstammte dem sächsischen Adelsgeschlecht von Carlowitz. Er besuchte zunächst die Bürgerschule. Danach wechselte Florey an ein Progymnasium, später an die bekannte Fürsten- und Landesschule St. Afra in Meißen, die er 1912 mit der Reifeprüfung verließ. Anschließend trat Florey in das traditionsreiche Grenadierregiment 101 ein. In diesem Regiment diente er auch im Ersten Weltkrieg, zuletzt als Oberleutnant. Kurz vor Kriegsende heiratete Florey am 14. September 1918 Käthe Pick, die Tochter eines Dresdner Fabrikanten. Nach Kriegsende absolvierte Florey eine Banklehre bei der Hildesheimer Bank in Goslar. Zwischen 1921 und 1923 war er zunächst für das deutsch-tschechoslowakische Kompensationsamt in Berlin, später für den vogtländischen Baumwollweberverband tätig. Das Vogtland sollte auch die nächsten zehn Jahre Floreys Heimat bleiben, er erhielt eine Anstellung bei der Commerzbank in Plauen. Von 1934 bis 1944 war er Direktor der Commerzbank-Filiale in Sonneberg. Florey wurde ab Oktober 1944 mehrfach verhaftet, da er sich weigerte, sich von seiner jüdischen Ehefrau zu trennen und scheiden zu lassen. Er wurde seines Filialleiterpostens enthoben und beurlaubt, später in diverse Arbeitslager in Weißenfels oder Halle-Grenzstraße verbracht. Bei der Befreiung durch US-amerikanische Truppen befand sich Florey im Zwangsarbeitslager der Zeche „Alwine“ in Bruckdorf bei Halle.
Im Sommer 1945 wurde Florey zum Leiter der Sonneberger Filiale der Thüringer Landesbank berufen. In dieser Stellung war er auch für die städtische Kommunalpolitik interessant. Florey wurde Mitglied der Liberal-Demokratischen Partei (LDP), die er auch in der Sonneberger Stadtverordnetenversammlung vertrat. Bedingt durch eine hohe Fluktuation in der LDP-Fraktion des Thüringer Landtages, ausgelöst durch Flucht in westliche Besatzungszonen aber auch durch Verhaftungen, rückte Florey am 7. Oktober 1948 in den Landtag als Abgeordneter nach. Zu dieser Zeit war er bereits Abgeordneter des I. Deutschen Volksrates, für den er bei der Konstituierung am 18. März 1948 von seiner Partei vorgeschlagen wurde. In der Folge gehörte er auch den Nachfolgeparlamenten II. Deutscher Volksrat und Provisorische Volkskammer an. Am 5. Juni 1950 wurde Florey der Status als Verfolgter des Naziregimes (VdN) zuerkannt.
Wenig später jedoch, im August 1950, floh er in die Bundesrepublik. Florey ließ sich zunächst in Düsseldorf nieder und arbeitete ab 1951 wieder für seinen alten Arbeitgeber, die Commerzbank. Bis zu seinem Ruhestand 1958 leitete er als Direktor die Bankfiliale im westfälischen Hagen. Die DDR nahm am 20. März 1951 die Rücknahme der Anerkennung als VdN vor. Seinen Ruhestand verbrachte Florey ab September 1958 im bayrischen Grainau, wo er auch bestattet wurde.

## Auszeichnungen
- Eisernes Kreuz II. Klasse (Erster Weltkrieg)
- Eisernes Kreuz I. Klasse (Erster Weltkrieg)
- Ritterkreuz des Königlich-Sächsischen Verdienst- und Albrechtsordens